# Svobodova niva
Svobodova niva je přírodní rezervace poblíž města Železná Ruda v okrese Klatovy. Chráněné území se rozkládá asi jeden a půl kilometru severovýchodně od vesnice Hojsova Stráž a zaujímá úžlabinu bezejmenného potoka, který pod samotou Jižní Stráň spadá z jihozápadních svahů Pancířského hřbetu a tvoří pravostranný přítok Zelenského potoka. Oblast spravuje Správa NP a CHKO Šumava.
Důvodem zřízení chráněného území jsou druhově pestrá lesní, luční a prameništní společenstva podél pravobřežního přítoku Zelenského potoka se všemi jejich součástmi, ochrana floristicky cenné vegetace v bezlesých segmentech a zajištění přirozeného vývoje v lesnatých částech rezervace.